# Slanina drvo
Slanina drvo (lat. Portulacaria afra), južnoafričko zimzeleno manje drvo ili grm iz roda Grmasta portulaka, porodica didijerovki. Rašireno je po Južnoafričkoj Republici, Esvatiniju i Mozambiku, a uvezeno je i u Indiju.
To je sukulent koji obično naraste od 2.5–4.5 metara (8–15 stopa). Često se uzgaja kao ukrasna biljka i kao bonsai. U lokalnim jezicima vernakularno se naziva elephant bush, porkbush i spekboom, dok je hrvatski naziv je slanina drvo